# ホンキー・トンキー・クレイジー
「ホンキー・トンキー・クレイジー」 (HONKY TONKY CRAZY) は、日本のロックバンドであるBOØWYの楽曲。
1985年6月1日に東芝EMIのイーストワールドレーベルから1枚目のシングルとしてリリースされた。作詞、作曲はBOØWY、プロデュースは佐久間正英が担当している。
既にアルバムを2枚リリースしていたBOØWYの初のシングル曲。東芝EMIへの移籍第一弾の作品として、シングルでのリリースを意識して制作された。モータウン系のソウルミュージックの要素を持つ楽曲であり、解散に至るまでのほぼ全てのライブで演奏されている。
オリコンチャートでは最高位第61位となった。後にTBS系テレビドラマ『BE-BOP-HIGHSCHOOL』（2004年）のエンディングテーマとして使用された他、URCHIN FARMやSweet Vacationによってカバーされている。

## 背景
1979年、ヤマハ主催のアマチュアロックバンドコンテスト「EAST WEST'79」にて、氷室狂介が松井恒松らと結成したバンド「デスペナルティ」が関東・甲信越大会にて優勝し、中野サンプラザで開催される全国大会に出場するため上京する。同時期に、楽器店主催のコンテスト「A・ROCK」にて、布袋寅泰が後にBOØWYのマネージャーとなる土屋浩と共に結成したバンド「BLUE FILM」で優勝し、日本青年館で開催される全国大会に出場するため上京する。この当時、氷室と布袋はお互いに面識はあったものの、直接の交流はあまりなかった。しかし事務所の方針により氷室は「スピニッヂ・パワー」にボーカリストとしての参加を余儀なくされ、また松井は「織田哲郎&9th IMAGE」へ参加することとなった。スピニッヂ・パワーでの活動に疑問を抱いた氷室は同バンドからの脱退を決意し群馬への帰省を考えていたが、当時交際していた女性からチケットを渡されたことを切っ掛けに、1980年7月5日のRCサクセションによる日比谷野外音楽堂公演を観賞した。同公演を観賞して感銘を受けた氷室は、再度自身のバンドを結成する意志を固め、後日布袋に連絡を取った。六本木のアマンドで会った氷室と布袋であったが、双方の音楽的嗜好が近いことなどから意気投合し、布袋も自身のバンドが空中分解し宙ぶらりんの状態であったためにバンド結成に同意、また氷室は布袋を連れてビーイングの事務所へ赴きスピニッヂ・パワーからの脱退と新たなバンドを結成する意志を事務所社長である長戸大幸に伝えた。長戸は氷室に対しバンド結成の許可を出したが、メンバーは自分で選定するよう要求した。その後、オーディションを行うもメンバーとして相応しい人材が見つからなかったが、かつてのバンド仲間であり9月に「織田哲郎&9th IMAGE」のメンバーとしてデビューしていた松井からバンドへの加入希望の連絡があり参加することが決定した。また布袋の提案によりサックスとして深沢和明、氷室の提案によりギターとして諸星アツシの参加が決定した。
事務所から自身の計画を音で示すよう指示されていた氷室は、リハーサルを繰り返していた中でデモテープを作成し事務所側に渡した。デモテープは事務所内で評判となり、長戸からイギリスのハードロックバンド「ガール」に対抗して「ボーイ」というバンド名を提案される。その後さらに長戸から横浜銀蝿の人気にあやかった「群馬暴威」というバンド名を提案されるもメンバーはこれを拒否、最終的には妥協案として「暴威」と命名された。その後原宿のクロコダイルにて初ライブを行い、数本のライブ実施後にメンバーからバンド名に関する不満が噴出したため改名された。改名に際して副社長であった月光恵亮からデヴィッド・ボウイの「BOWIE」を捩った「BOOWY」が提案され、そのままでは「ブーイ」と読まれてしまうことから「O」を1つ消す意味でスラッシュの入った「Ø」を入れ、改めて「BOØWY」へと変更された。さらにレコーディングが進むにつれ、木村のドラムと他メンバーとのリズム感の違いが明確となり、木村はドラマーのオーディションを提案。このオーディションによって新たなドラマーとして高橋まことが加入する事となり、木村は6月を以って脱退となった。その後ビクター音楽産業よりファーストアルバム『MORAL』（1982年）、徳間ジャパンより2枚目のアルバム『INSTANT LOVE』（1983年）をリリースするも全く売れず、それぞれのレコード会社との契約は打ち切られる事態となった。しかしメンバーはこのままバンド活動を終了する意思はなく、「あと一枚だけはアルバムを作ろう」との信念からマネージャーの土屋浩を中心にプライベート・オフィス「ØCON-NECTION」を設立する事となった。1984年に入り、再び新宿ロフトを中心にライブ活動を行っていたBOØWYであったが、口コミで評判が広がりライブの動員数は急速に増えていった。当時のライブでは常時300人以上が集客され酸欠で倒れる観客も出るような状態となった。同時期に音楽誌『ARENA37℃』のインタビューにて、5月にシングル、6月にアルバムがリリースされると氷室は告知していたが、同年には何もリリースされなかった。
同年秋、増加する観客が収容できなくなり始めたため、BOØWYは活動拠点を新宿ロフトから渋谷ライブインへ移行。渋谷ライブインを拠点とするシリーズギグを実施、ライブインとしては史上最高の800人動員を記録するなど話題となり、様々な音楽事務所やレコード会社の関係者がメンバーと接触を持つようになる。しかし、メンバーはかつて所属した音楽事務所やレコード会社との連携が上手くいかなかった事から安直に契約する事を懸念し、業界関係者に不信感を抱いていたことから積極的に話に応じることはなかった。だが、マネージメントを引き受けていた土屋浩はこれ以上の活動にはメジャーな音楽事務所やレコード会社との契約が必要であると考えていた。様々な業界関係者がライブを訪れる中、ユイ音楽工房のプロデューサーである糟谷銑司が名刺を持って訪れ、数度に亘るミーティングによってメンバーは糟谷の人間性に理解を示した他、土屋も後藤由多加のいるユイ音楽工房であれば信頼できるとしてユイ音楽工房との契約が検討され、同年10月7日の氷室の24歳の誕生日に行われたミーティングにおいて、ユイ音楽工房と契約することが決定された。それに伴い、移籍後の活動の準備の為に半年間ライブ活動を休止することとなった。さらに、12月6日に氷室は狂介から京介に芸名を改名した。1985年に入りBOØWYはユイ音楽工房との正式な契約を取り交わし、移籍先のレコード会社として東芝EMIが選定された。

## 録音、音楽性
レコーディングは1985年に西ベルリンにあるハンザ・スタジオにて行われた。本作は氷室と布袋が主となってメンバー全員で制作を行った合作であり、それぞれが制作したメロディーを合成して完成した。本作はアルバム制作時にスタッフ側から「シングルっぽい曲をもう一曲書かない?」と打診されたことを受け、メンバー間で話し合った結果「これがいちばんいいです」とスタッフ側に提示した楽曲であった。メンバーはシングル制作については積極的ではなく、氷室は「もう一曲作れと言われたこと自体イヤだった」と述べている。また、サビ部分のメロディーはイギリスのロックバンドであるデキシーズ・ミッドナイト・ランナーズの楽曲「カモン・アイリーン」（1982年）のサビのメロディーを逆にして制作したと氷室は述べている。曲後半の掛け合いコーラスにバンド名である「ボーイ」が使用されている他、外国人女性コーラスの挿入などシングル曲としてのアプローチが行われている。ディレクターの子安次郎は、当初制作されたデモテープを聴いてシングルとしての完成度に物足りなさを感じ、再制作を依頼した経緯を述べている。シャッフルのリズムが苦手であった松井恒松はレコーディングで非常に苦労したと述べている。なお、曲中のコーラスにはスタジオ従業員やカメラマンであるハービー・山口も飛び入り参加している。『音楽誌が書かないJポップ批評43 21世紀のBOØWY伝説』にて文芸評論家の町口哲生は、氷室および布袋の才能が遺憾なく発揮された楽曲であるとし、掛け声コーラスとして「HEY BOØWY」とバンド名が入っている事や外国人女性ボーカルが挿入されている点などに触れ、本格的にヒットが狙えるレベルになっていると評価した。また独特なリズムはモータウン系のソウルミュージックの雰囲気を持つとも指摘した。なお原曲は未発表曲の「MIDNIGHT DATE」である。
B面曲となった「“16”」はハンザ・スタジオにおいて最後にレコーディングされた曲であり、冒頭のスローな部分とそれ以降のアップテンポの部分は別の曲であったが1つの曲として合体されて完成した。合体された2つの曲は「TEDDY BOY MEMORIES」と「BOOGIE」であると言われている。『音楽誌が書かないJポップ批評18 BOØWYと「日本のロック」』では布袋によるギターソロがブライアン・セッツァーを意識していると推測した他、曲調はポップであるが詞があまり洗練されていない事などからBOØWY初期ナンバーらしい曲であると指摘している。『音楽誌が書かないJポップ批評43 21世紀のBOØWY伝説』にてライターの宮城正樹はストリングス入りのスローな曲調から50年代の初期8ビートロックへと転調する展開であると指摘した他、間奏がロカビリー風のギタープレイや歌詞のテーマが不良少年っぽい事を指摘した。子安は自身の中で「隠れたベスト・ソングである」と述べている。

## リリース、チャート成績、メディアでの使用
1985年6月1日に東芝EMIのイーストワールドレーベルからレコードの形態でリリースされた。1989年5月24日には8センチCDの形態で再リリースされた。オリコンシングルチャートにおいて、1985年リリースのオリジナル盤はランキング外となったが、1989年の再リリース盤では最高位第61位の登場回数3回で売り上げ枚数は0.7万枚となった。後年、TBS系テレビドラマ『BE-BOP-HIGHSCHOOL』（2004年）のエンディングテーマとして使用された。
2013年2月27日にはCD-BOX『BOØWY SINGLE COMPLETE』に収録されて再リリースされた。
カップリング曲の「“16”」はBOØWY解散までこのシングル盤にしか収録されていなかった。後のアルバム『BOØWY』（1985年）には収録されず、解散後にリリースされた『“SINGLES”』（1988年）で初収録された。1987年に行われたライブ「CASE OF BOØWY」でのみライブ演奏されている。

## ミュージック・ビデオ
リリース当初は、ライブ映像をそのまま使用したPVがテレビ等で放映されていた。また、後にビデオ『SINGLES OF BOØWY』（1991年）発売に伴って当時いくつかの音楽番組で流れたものとは違う、新たなPVが作成されており、解散までのライブ映像やプライベートショットなどで構成されている。

## ライブ・パフォーマンス
女性コーラスの部分は、ライブでは布袋によってファルセットで歌われている。『JUST A HERO』（1986年）のツアーでは、布袋だけでなく、ベースの松井恒松、ドラムの高橋まこともコーラスに参加しており（2人の所にもコーラス用のマイクがセットされていた）、ライブビデオ『BOØWY VIDEO』（1986年）でその様子を見る事ができる。

## カバー
- URCHIN FARM - 『BOØWY Respect』（2003年）[43]
- Sweet Vacation - 『Do the Vacation!!』（2007年）[44]

## シングル収録曲
| #         | タイトル                           | 作詞      | 作曲      | 編曲                 | 時間 |
| --------- | ---------------------------------- | --------- | --------- | -------------------- | ---- |
| 1.        | 「ホンキー・トンキー・クレイジー」 | BOØWY     | BOØWY     | 布袋寅泰、佐久間正英 | 3:35 |
| 2.        | 「“16”」                           | 氷室京介  | 氷室京介  | 布袋寅泰、佐久間正英 | 3:53 |
| 合計時間: | 合計時間:                          | 合計時間: | 合計時間: | 合計時間:            | 7:28 |

## スタッフ・クレジット

### BOØWY
- 氷室京介 – ボーカル
- 布袋寅泰 – ギター
- 松井恒松 – ベース
- 高橋信 – ドラム

### 参加ミュージシャン
- ジャクリーン・ロビンソン – バッキング・ヴォーカル

### スタッフ
- 佐久間正英 – サウンド・プロデューサー
- マイケル・ツィマリング – レコーディング、リミックス
- 糟谷銑司 – プロダクション・プロデューサー
- 子安次郎 – レコーディング・ディレクター
- 加藤ヒロシ – レコーディング・マネージャー
- 原田クマ – レコーディング・コーディネーター
- トム・ミュラー – スタジオ・マネージャー
- ジョーグ・レンカー – アシスタント・エンジニア
- デニス・ブラックハム（英語版） – マスタリング・エンジニア
- 土屋浩 – パーソナル・マネージャー
- L.O.E. ENTERTAINMENT LTD. – ヨーロッパ・マネージメント
- ユイ音楽工房 ロック・プロジェクト – プロダクション・マネージメント
- 後藤由多加 – エグゼクティブ・プロデューサー
- 石坂敬一 – エグゼクティブ・プロデューサー

## 収録アルバム
「ホンキー・トンキー・クレイジー」
- スタジオ音源
  - 『BOØWY』（1985年）
  - 『“SINGLES”』（1988年）
  - 『THIS BOØWY』（1998年）
  - 『THIS BOØWY DRAMATIC』（2007年）
  - 『BOØWY THE BEST "STORY"』（2013年）
- ライブ音源
  - 『“GIGS” JUST A HERO TOUR 1986』（1986年） - 1986年5月25日の大阪厚生年金会館公演から収録。
  - 『“GIGS” CASE OF BOØWY』（2001年） - 1987年7月31日のワールド記念ホール、1987年8月7日の横浜文化体育館公演から収録。
  - 『GIGS at BUDOKAN BEAT EMOTION ROCK'N ROLL CIRCUS TOUR 1986.11.11〜1987.02.24』（2004年） - 1987年2月24日の日本武道館公演から収録。
  - 『“GIGS” CASE OF BOØWY COMPLETE』（2007年）
  - 『“LAST GIGS” COMPLETE』（2008年） - 1988年4月5日の東京ドーム公演から収録。
  - 『“GIGS” JUST A HERO TOUR 1986 NAKED』（2012年） - 1986年7月2日の日本武道館公演から収録。

「“16”」
- スタジオ音源
  - 『“SINGLES”』（1988年）
  - 『THIS BOØWY DRAMATIC』（2007年）
  - 『BOØWY THE BEST "STORY"』（2013年）
- ライブ音源
  - 『“GIGS” CASE OF BOØWY COMPLETE』（2007年）

## リリース日一覧
| No. | リリース日    | レーベル                                    | 規格              | カタログ番号 | 最高順位 | 備考                          | 出典          |
| --- | ------------- | ------------------------------------------- | ----------------- | ------------ | -------- | ----------------------------- | ------------- |
| 1   | 1985年6月1日  | 東芝EMI／イーストワールド                   | 7インチ           | WTP-17716    | -        |                               | [ 45 ]        |
| 2   | 1989年5月24日 | 東芝EMI／イーストワールド                   | 8センチCD         | XT10-2352    | 61位     |                               | [ 46 ]        |
| 3   | 2013年2月27日 | EMIミュージック・ジャパン／イーストワールド | ブルースペックCD2 | TOCT-98020   | -        | 『BOØWY SINGLE COMPLETE』収録 | [ 47 ] [ 48 ] |